# L'Escadron Red Tails
Pour plus de détails, voir Fiche technique et Distribution.
L'Escadron Red Tails (Red Tails) est un film de guerre américain réalisé par Anthony Hemingway et sorti en 2012.

## Synopsis

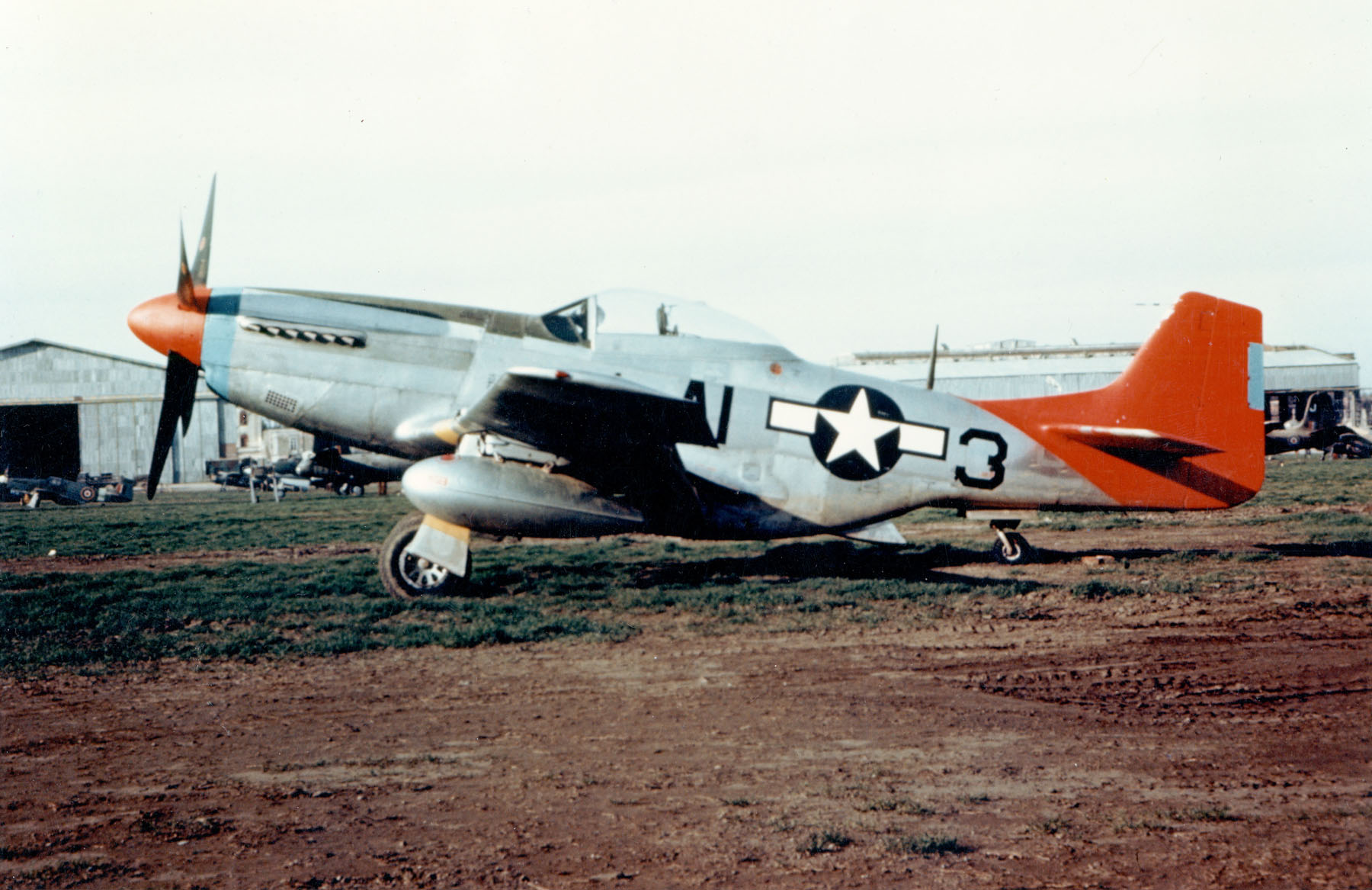
Chasseur P-51 Mustang utilisé par les Tuskegee Airmen

Durant la Seconde Guerre mondiale, un groupe d'Afro-Américains originaires de Tuskegee, dans l'Alabama, est recruté par les United States Army Air Forces pour former les Tuskegee Airmen. On les surnomme les « queues rouges » en raison de la peinture de leurs avions de chasse. Ils devront affronter les préjugés et se distinguer pour exister.

## Fiche technique
- Titre original : Red Tails
- Titre français et québécois : L'Escadron Red Tails
- Réalisation : Anthony Hemingway
- Scénario : John Ridley et Aaron McGruder, d'après une histoire de John Ridley
- Direction artistique :  Jindrich Kocí
- Décors : Michael Carlin, Nick Palmer (création) ; Tina Jones
- Costumes : Alison Mitchell
- Image : John B. Aronson
- Montage : Ben Burtt, Michael O'Halloran
- Musique : Terence Blanchard
- Production : Rick McCallum, Chas. Floyd Johnson ; George Lucas (délégué)
- Société de production : Lucasfilm Ltd., Partnership Pictures
- Société de distribution : 20th Century Fox
- Budget : 58 000 000 USD
- Box-office : 50 400 000 USD
- Pays de production : États-Unis
- Langue : Anglais
- Format : Couleurs - 35 mm - 2,35:1 - son DTS  / Dolby Digital
- Genre : Film de guerre
- Durée : 125 min
- Dates de sortie : 
  - États-Unis / Canada : 20 janvier 2012
  - France : 25 mai 2012 (festival de Cannes)
  - France : 7 avril 2020 (sur Disney+)

## Distribution
- Cuba Gooding Jr. (VQ : Pierre Auger)[1] : Major Emanuel Stance
- Terrence Howard (VQ : Gilbert Lachance) : Colonel A.J. Bullard
- Bryan Cranston : Major William Mortamus
- Nate Parker (VQ : Jean-François Beaupré) : Martin « Easy » Julian
- David Oyelowo (VQ : Gabriel Lessard) : Joe « Lightning » Little
- Tristan Wilds (VQ : Kevin Houle) : Ray « Gun » Gannon
- Joshua Dallas : Ryan
- Ryan Early : Capitaine Bryce
- Gerald McRaney (VQ : Vincent Davy) : Major-Général Luntz
- Method Man : Sticks
- Kevin Phillips : Leon « Neon » Edwards
- Robert Kazinsky : Chester Barnes
- Marcus T. Paulk (VQ : Nicolas Charbonneaux-Collombet) : David « Deke » Watkins
- Leslie Odom Jr. (VQ : Guillaume Champoux) : Walter « Winky » Hall
- Andre Royo (VQ : Jacques Lussier) : Chef « Coffee » Coleman
- Ne-Yo (VQ : Martin Watier) : Andrew « Smoky » Salem
- Elijah Kelley (VQ : Philippe Martin) : Samuel « Suicide » George
- Paul Fox (VQ : Daniel Picard) : Capitaine Miller
- Rick Otto : Flynt
- Lee Tergesen : Colonel Jack Tomilson
- Michael B. Jordan : Maurice « Bumps » Wilson
- Jazmine Sullivan : Deborah « Love Bunny » Gannett
- Edwina Finley : « CeCe »
- Daniela Ruah : Sophie
- Stacie Davis : Mae
- Aml Ameen : Bag 'O Bones

## Production
George Lucas a commencé à développer le projet Red Tails vers 1988. Thomas Carter était son choix initial pour réaliser le film. De nombreux auteurs ont travaillé sur le projet jusqu'à ce que John Ridley soit embauché en 2007 pour écrire le scénario. Samuel L. Jackson a été pressenti pour éventuellement réaliser et jouer dans le film. C'est finalement Anthony Hemingway qui a été choisi pour diriger le film en 2008. Pour les recherches historiques, le groupe Lucasfilm a invité quelques-uns des survivants aviateurs de Tuskegee au Skywalker Ranch, où ils ont pu témoigner sur leurs expériences durant la Seconde Guerre mondiale.
La production a débuté en mars 2009. Le tournage a eu lieu en République tchèque, en Italie, en Croatie et en Angleterre[réf. nécessaire]. On reconnaît notamment la ville croate de Rovinj, à l'architecture vénitienne, comme la ville voisine de la base.  Pendant le tournage en République tchèque, les acteurs ont fait l'expérience de vivre dans des conditions similaires aux aviateurs de Tuskegee. En mars 2010, George Lucas a réalisé quelques prises additionnelles en raison de l’absence d'Anthony Hemingway occupé à diriger des épisodes de Treme pour HBO.

## Récompense
- 2013 : Meilleur film au NAACP Image Awards

## Analyse
Dans le film, le patronyme du Commandant des Tuskegee Airmen est Bullard en hommage à Eugene Bullard, le premier pilote militaire américain ayant combattu durant la 1ère guerre mondiale. En réalité, les "Red Tails" étaient commandés par le colonel Benjamin Oliver Davis, Jr.

## Réception critique
Red Tails reçoit en majorité des critiques très mitigées. Le site Rotten Tomatoes ne rapporte qu'une moyenne de 41 % pour 130 critiques recensées, avec une note de 5,2/10. L'agrégateur Metacritic donne une note de 43 sur 100 indiquant des « critiques mitigées ». Sur allociné, le film reçoit une moyenne de 3 étoiles sur 5 par les spectateurs.

## Autour du film
C'est la deuxième fois que l'acteur Terrence Howard incarne un membre des Tuskegee Airmen. En effet, il était déjà à l'affiche du film Mission Évasion de Gregory Hoblit sorti en 2002. Il joue le rôle du lieutenant Lincoln Scott, emprisonné dans un camp de prisonniers sur le front de l'Europe de l'Ouest. Il doit faire face à la discrimination et l'hostilité des gardiens allemands mais aussi de ses codétenus qui vont jusqu'à l'accuser de meurtre.